# Nele Weßel
Nele Weßel, född 6 november 1999, är en tysk friidrottare som tävlar i medeldistanslöpning.

## Karriär
I juni 2024 vid EM i Rom slutade Weßel på 11:e plats på 1 500 meter. Hon föll i försöksheatet och fick sin finalplats efter ett domslut.

## Tävlingar

### Internationella
| År                    | Tävling                             | Plats                 | Placering             | Gren                  | Tid                   |
| Tävlande för Tyskland | Tävlande för Tyskland               | Tävlande för Tyskland | Tävlande för Tyskland | Tävlande för Tyskland | Tävlande för Tyskland |
| --------------------- | ----------------------------------- | --------------------- | --------------------- | --------------------- | --------------------- |
| 2016                  | Ungdomseuropamästerskapen           | Tbilisi               | 10:e (sf)             | 400 meter häck        | 1.00,69               |
| 2017                  | Junioreuropamästerskapen            | Grosseto              | 16:e (sf)             | 400 meter häck        | 1.00,60               |
| 2022                  | Europamästerskapen i terränglöpning | Turin                 | 4:e                   | Mixstafett            | 17.32                 |
| 2023                  | Sommaruniversiaden                  | Chengdu               | 7:e                   | 1 500 meter           | 4.19,55               |
| 2024                  | Europamästerskapen                  | Rom                   | 11:e                  | 1 500 meter           | 4.07,76               |

### Nationella
| År   | Tävling                   | Plats    | Placering | Gren        | Tid     |
| ---- | ------------------------- | -------- | --------- | ----------- | ------- |
| 2023 | Tyska inomhusmästerskapen | Dortmund | 2:a       | 1 500 meter | 4.14,33 |
| 2023 | Tyska mästerskapen        | Kassel   | 3:e       | 1 500 meter | 4.13,12 |

## Personliga rekord
| Utomhus - 800 meter – 2.02,66 (Karlsruhe, 11 maj 2024) - 1 500 meter – 4.06,63 (Padova, 3 september 2023) | Inomhus - 800 meter – 2.05,83 (Leipzig, 17 februari 2019) - 1 500 meter – 4.09,82 (Sabadell, 27 januari 2024) |